# Lomtjärnen (Arvidsjaurs socken, Lappland, 726572-164571)
Lomtjärnen är en sjö i Arvidsjaurs kommun i Lappland och ingår i Byskeälvens huvudavrinningsområde.